# Hapalidiaceae
Hapalidiaceae J.E. Gray, 1864  é o nome botânico  de uma família de algas vermelhas pluricelulares da ordem Corallinales.

## Táxons inferiores
Gênero Nullipora
Subfamília 1. Austrolithoideae
Gêneros: Austrolithon, Boreolithon, Epulo.
Subfamília 2. Choreonematoideae
Gêneros: Choreonema, Endosiphonia.
Subfamília 3. Melobesioideae
Gêneros: Agardhina, Antarcticophyllum, Apora,   Chaetolithon,  Clathromorphum, Eleutherospora, Epilithon,  Exilicrusta, Hapalidium, Juergensia, Kvaleya, Leptophytum, Lithothamnion, Mastophoropsis, Melobesia, Mesophyllum, Neopolyporolithon,  Phymatolithon, Polyporolithon, Sphaeranthera, Squamolithon, Stereophyllum, Synarthrophyton.